# Estación del Metro Balderas (canción)
Estación del Metro Balderas o Metro Balderas es una canción del compositor y músico Rockdrigo González. Narra la historia de un individuo que busca a su amada, que se perdió entre las multitudes de la estación Balderas, en el Metro de la Ciudad de México. Fue incluida en el álbum de producción propia Hurbanistorias, grabado en 1982.
La canción fue interpretada por González con su voz, una armónica y su guitarra.

## Contenido de la canción
Rockdrigo, amén de su talento como músico y de su peculiar estilo de interpretación, fue sobre todo un gran narrador de historias; sencillas en apariencia, pero realmente muy complejas y articuladas. La versión original de "Estación del Metro Balderas" está construida en forma de monólogo, protagonizado por un sujeto fuera de sus cabales que secuestra un tren del Metro, y que se va construyendo poco a poco con versos como:

Sáquese de aquí, señor operador,
esto es un secuestro, yo manejo el convoy. [...]
Mejor haga caso o le doy un balazo,
¿no se ha dado cuenta que estoy muy alterado? [...]
Ya lo dijo Freud, no me acuerdo en qué lado:
sólo es la experiencia que he experimentado. [...]
Aunque ésta es la ruta que me lleva al trabajo,
hoy estoy dispuesto a mandarla al carajo. [...]
Llévame hacia Hidalgo o hacia donde quieras,
pero no me lleves, no, a la estación de Balderas.
"Estación del Metro Balderas", Rodrigo González

La fugaz referencia a Sigmund Freud no sólo ayuda a trazar la personalidad del protagonista; también resalta el humor ácido de la canción y nos obliga a recordar que Rockdrigo estaba interesado en la psicología; de hecho estudió esa carrera formalmente, aunque por poco tiempo, en la Universidad Veracruzana en Xalapa.
Una vez construido el personaje del secuestrador, sus motivos son eventualmente aclarados y se repiten a modo de coro durante toda la canción:

Hace cuatro años que a mi novia perdí
en esas muchedumbres que se forman aquí. [...]
La busqué en andenes y en salas de espera,
pero ella se perdió en la estación de Balderas. [...]
En la estación del Metro Balderas, [...]
...una ola de gente se la llevó [...]
...ahí fue donde yo perdí a mi amor [...]
...vida mía, te busqué de convoy en convoy. [...]
"Estación del Metro Balderas", Rodrigo González

La estación del Metro Balderas, el céntrico cruce de la línea más antigua del Metro (Línea 1) con la más larga (Línea 3), ha sido conocida durante años por sus excesivas multitudes, en las que, en efecto, la gente se pierde con cierta facilidad; por ello, la historia tiene un claro sentido poético para los oyentes locales.
Incluso si buscar ahí durante cuatro años a una novia o secuestrar un tren del metro son situaciones bastante improbables, ahí radica gran parte de la poesía y la ironía de esta canción, que, exagerando la soledad y la desesperación del individuo cuya vida emocional es avasallada e ignorada por la metrópoli, las pone eficazmente en evidencia.
No es nuevo el tema; al contrario, Rockdrigo era aficionado a la literatura universal y debe haber sido influido por algunos de los muchos autores que han abordado el asunto de la soledad del ciudadano. Su tono íntimo y tragicómico puede ser comprensible en muchas culturas; pero su lenguaje llano y netamente local, chilango (arraigado en la Ciudad de México), lo llevó a ser comparado con el popular cantautor y cronista urbano Chava Flores, quien siempre usó formas musicales vernáculas y estuvo muy lejos de ser un rockero.
Pese a las evidentes diferencias de edad, generación y estilo entre Chava Flores y Rockdrigo, habría que decir que este lenguaje y estos temas resultaban de lo más innovador en el rock mexicano, que hasta entonces se había constreñido más entre el cover traducido, el ritmo bailable, la balada de amor, algo de virtuosismo incomprendido y mucho de protesta juvenil semiclandestina.
Hasta la mitad de los años ochenta, los sectores más conservadores de la sociedad mexicana recelaban del rock por su carga de rebelión y protesta, así que sólo prosperaban los artistas que hablaban de amor o de las diversiones de la juventud, siempre que usaran formas musicales "aceptables". Por el otro lado, los sectores más liberales, la izquierda y la intelectualidad recelaban del rock como un hábito extranjerizante y un subproducto del imperialismo.
Los jóvenes marginados urbanos se identificaban con el rock, pero el rock en inglés les contaba historias lejanas; pese a casi tres décadas de intentos, hasta los años ochenta el rock mexicano no daba con la manera de contar en español historias íntimas, cotidianas y sensibles. El resto de la música en español, por lo demás, se desdibujaba entre un pop comercial, meloso, intrascendente, y una música vernácula que le cantaba a un México rural e idealizado, a un país campirano que ya sólo los viejos comprendían.
Rockdrigo fue uno de los pioneros de un rock capaz de contar historias urbanas, vivas, cercanas y sensibles, arraigadas en la realidad cotidiana. Quizá la mayor aportación de Rockdrigo en su tiempo fue haber mostrado que era posible construir con éxito y con brillo alguna especie de puente entre la narratividad urbana de un Chava Flores, cuyas historias y personajes casi se podían tocar con la mano, y una estética musical a lo Bob Dylan.
Rockdrigo fue fundamental para la afirmación de un lenguaje híbrido que se volvió la herramienta básica para hacer un rock urbano, cotidiano, narrativo, en español y que no fuera elitista o esteticista. Dado que muchas bandas abordaron con éxito esa línea en los años noventa, es natural que hoy en día se den por obvios muchos espacios y lenguajes que se ganaron en la primera mitad de los ochenta:
...ahí dejé embarrado mi corazón [...]

La palabra "embarrado" se usa metafóricamente en el sentido de que el corazón del sujeto quedó "untado", como mantequilla u otra sustancia grasosa, en las paredes y los pisos de la estación. En la Ciudad de México es habitual usar el verbo "embarrar" en sentido figurado cuando alguien es atropellado, físicamente o de alguna otra manera.

## Coversy versiones

### Cover de El Tri
El álbum con la versión original, "Hurbanistorias", de 1982, no fue distribuido comercialmente sino mucho después de la muerte de Rockdrigo González; a mediados de los años ochenta se podía comprar sólo en unas pocas tiendas, en el Tianguis Cultural del Chopo, en espacios igualmente marginales o en forma casi clandestina.
La oscuridad, el ritmo lento y la instrumentación casi ascética de su estilo "rupestre" (se llegó a etiquetar a Rockdrigo como "el Bob Dylan mexicano"), junto con la dificultad de comprar copias, hicieron que la versión original fuera poco conocida en su tiempo.
Mientras tanto, la veterana banda Three Souls in my Mind reapareció en 1985 reestructurada, con el nuevo nombre de El Tri y con una nueva casa disquera, de mayor alcance comercial. Su álbum "Simplemente", mejor arreglado, producido y vendido que los anteriores, llegó a un público más amplio, al principio de lo que sería un frenesí de comercialización y difusión del rock en español hacia finales de esa década.
Como El Tri grabó Metro Balderas y la incluyó en su álbum "Simplemente", esa se convirtió en la versión más conocida de esta canción. La música permaneció sin cambios esenciales, aunque en la versión original Rockdrigo estaba acompañado únicamente por su guitarra y su armónica; El Tri la arregló para una banda de rock completa, más un saxofón, y le dio un ritmo mucho menos íntimo, más acelerado, rockero y "pegajoso".
Es en la letra donde hay cambios significativos que, más que un simple cover, la hacen una versión diferente. Los cambios fueron tales que el copyright de la nueva versión se acredita tanto a Rodrigo González como a Alejandro Lora, líder veterano, vocalista y bajista de El Tri. Rockdrigo González estuvo en desacuerdo con Lora, por haber "mutilado" y grabado "Metro Balderas" sin su autorización.
Los cambios más significativos en la versión de El Tri son:
- La versión original se llamaba "Estación del metro Balderas", mientras que la de El Tri se llama sólo "Metro Balderas":
- Todos los versos referentes al secuestro del tren, incluyendo las amenazas al operador y la vaga e irónica cita supuestamente freudiana, fueron suprimidos. Tampoco hay "andenes" ni "salas de espera". Desaparecen las referencias al tren y a la estación.
- "Oye, chofer, llévame a donde quieras". El interlocutor ya no es un "operador", como se denomina a quien conduce los trenes del Metro, sino un "chofer"; esta palabra sólo se usa generalmente para quien conduce taxis, microbuses o camiones. Nuevamente, "la estación de Balderas" se reemplaza por "el Metro Balderas". Parece que el relato ya no se ubica dentro de la estación de Balderas, en los túneles, sino a nivel de calle, y el sujeto ahora se mueve en taxi, en micro o en camión.
- El Metro Hidalgo, que aparece en la versión original, es una estación céntrica de la línea 3, muy cercana a Balderas. El Tri reemplaza el ruego de ir "hacia Hidalgo o hacia donde quieras" por nuevos lugares más distantes, como La Villa, la San Simón, Copilco, Contreras, "La Curva" o la Escandón. La inclusión de nuevos lugares por parte de El Tri le agrega un nuevo giro hiperbólico a la historia: La Villa y Copilco están en ambos extremos de la larguísima línea 3 (22 kilómetros). A La Villa se puede llegar una estación antes del extremo norte (Indios Verdes) y Copilco es la penúltima antes del extremo sur (Universidad). Parece haber alguna intención en usar los nombres de las penúltimas estaciones en ambos extremos de la línea, pero es verosímil considerar que "Indios Verdes" y "Universidad" tienen nombres demasiado largos para encajar en la métrica de la canción. Además, ninguno de los otros nombres corresponde con el de ninguna estación del Metro. La San Simón (a un costado de la Unidad Habitacional Tlatelolco a tan sólo 4 estaciones de la estación del metro Balderas) y la Escandón son colonias relativamente alejadas de Balderas; Contreras, un área de las orillas colindante con montañas boscosas, es prácticamente lo opuesto al centro de la ciudad. "La Curva" era una popular cervecería en la Colonia Del Valle, que fue muy alabada por El Tri en otra canción del mismo álbum, especialmente compuesta para ella.
- 5. Algunos versos que decían "ahí fue donde yo perdí a mi amor" fueron reemplazados por "ahí quedó la huella de nuestro amor".
- 6. Lo que "quedó embarrado" én la estación de Balderas fue "mi reputación", en vez de "mi corazón". Quedar "embarrado" no sólo se usa en la Ciudad de México como "atropellado", sino también como "calumniado", "difamado" o "involucrado en algún asunto sucio", por lo que este nuevo sentido tiene verosimilitud, sobre todo de acuerdo con lo que sigue.
- 7. La razón que da coherencia a todo lo anterior queda revelada en el último verso, donde El Tri dice:

Fue en la estación del metro Balderas,
ahí fue donde ella se metió al talón.

Esto, en el habla popular de la Ciudad de México, significa:

...ahí fue donde ella entró a ejercer la prostitución.

### Otras versiones
- La banda Argentina Los Enanitos Verdes hizo a su vez un cover de la versión de El Tri en 1998, para su álbum "Tracción acústica".
- En los años ochenta una legendaria banda de rock mexicana, "Grupo Dama", ya había grabado también un cover de esta canción.
- La Orquesta Mondragón versionó el tema incluyéndolo en el álbum El Maquinista de la General.

## Impacto en la cultura
En la estación del Metro Balderas se colocó una placa el 19 de septiembre de 2004, para recordar a Rockdrigo en el decimonoveno aniversario de su trágica muerte, a los 34 años de edad, cuando su edificio de departamentos se derrumbó durante el terremoto de México de 1985.